# Zapalnik

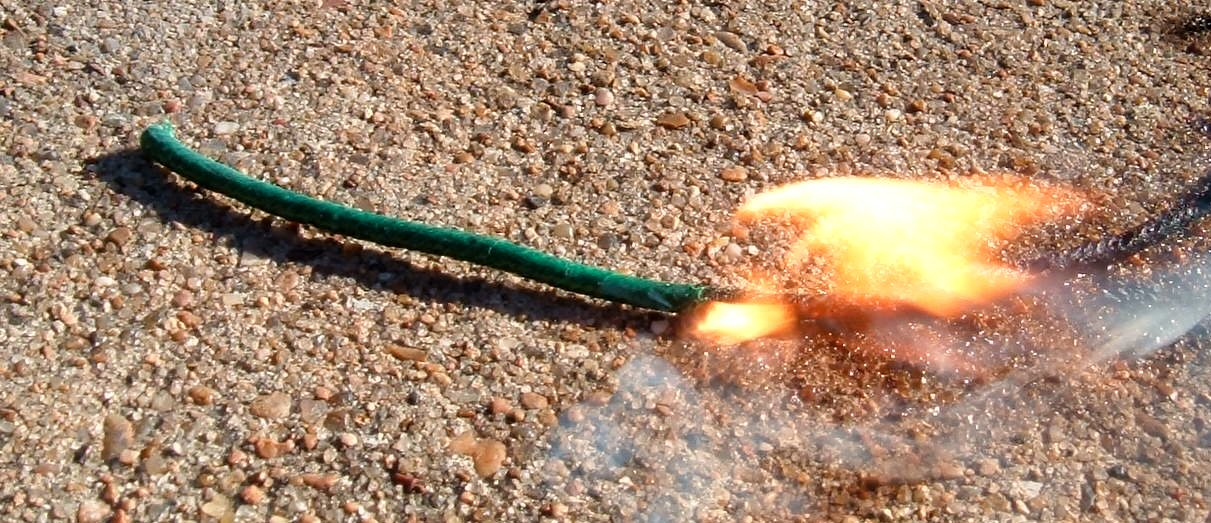
Palący się lont

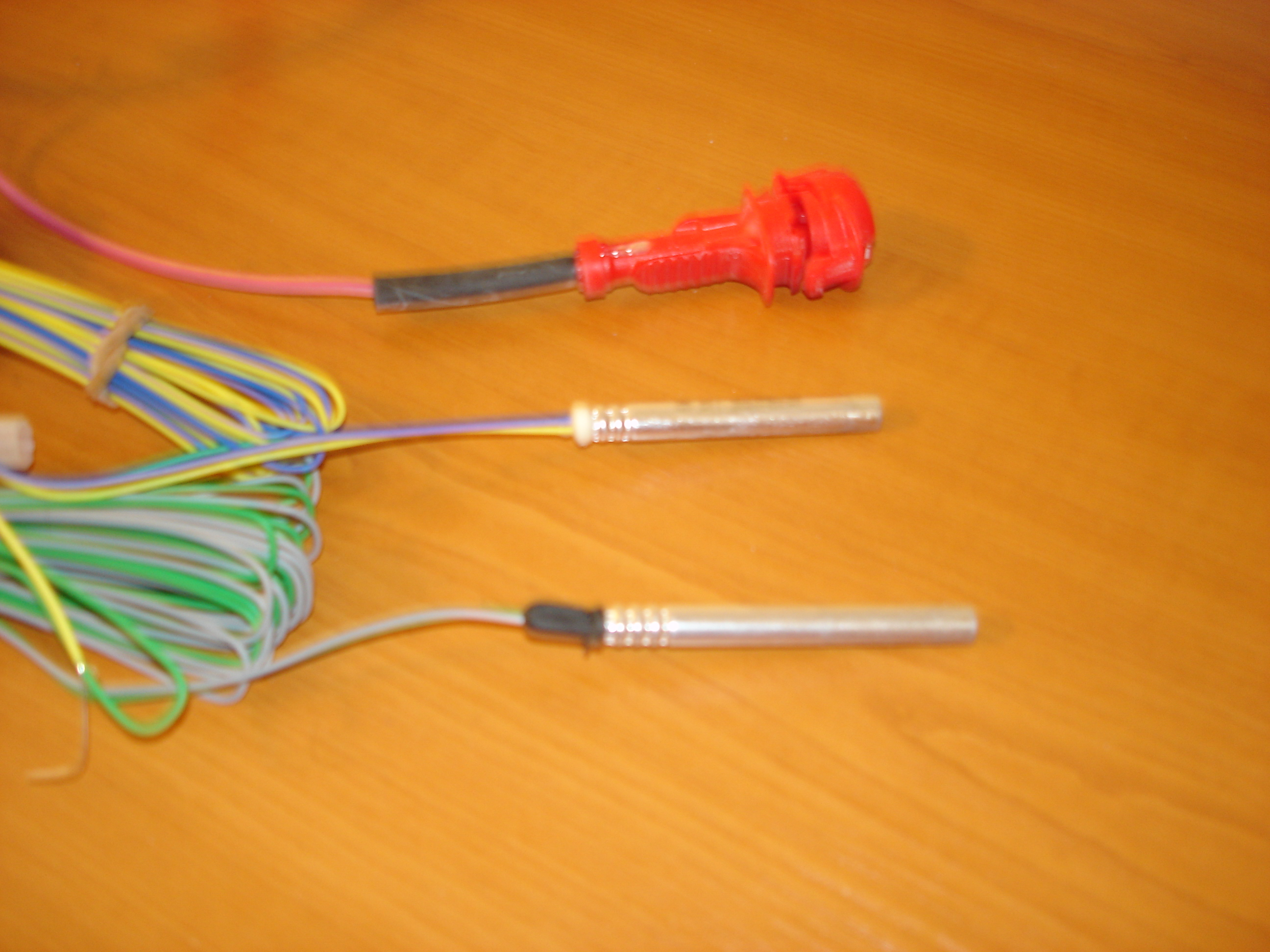
Detonatory

Zapalnik – urządzenie zapalające lub powodujące wybuch materiału wybuchowego. Dzięki niemu fala detonacyjna przechodzi na główny materiał wybuchowy, który sam trudno detonuje.

## Charakterystyka
Zapalnik to zespół mechanizmów i urządzeń przeznaczonych do wywołania wybuchu ładunku bojowego pocisku lub ładunku materiałów wybuchowych.
Zapalniki składają się zwykle z małej ilości (do 2 g) materiału wybuchowego kruszącego pobudzanego znacznie mniejszą ilością materiału wybuchowego inicjującego, np. azydku ołowiu, piorunianu rtęci itp.
Zapalniki można uruchamiać mechanicznie, elektrycznie, elektronicznie, akustycznie, optycznie oraz drogą radiową.

## Rodzaje zapalników
Zależnie od sposobu uruchamiania zapalniki dzielą się na:
- kontaktowe, głównie uderzeniowe  –  działające pod wpływem uderzenia w cel;
- niekontaktowe
  - zapalniki czasowe, nazywane też zwłocznymi – uruchamiane po określonym czasie, np. mechanizmem zegarowym;
  - zbliżeniowe – wywołujące eksplozję po zbliżeniu się do celu na najkorzystniejszą lub też wcześniej zaprogramowaną odległość; są one często wykorzystywane w rakietach i pociskach.

Ze względu na szybkość działania:
- natychmiastowe
- ze zwłoką
- uniwersalne (z kilkoma nastawami)

Zapalniki wykorzystywane są do detonacji bomb, granatów i pocisków, inne typy zapalników detonują miny morskie i miny lądowe.

## Historia zapalników
Pierwszymi zapalnikami były lonty detonujące (ich słabsze wersje są do dziś wykorzystywane w petardach) składające się z rdzenia z materiału wybuchowego i kilku wewnętrznych i zewnętrznych warstw oplotu pokrytego masą izolacyjną.
W XIX wieku opracowano zapalniki chemiczne, wykorzystywane m.in. w minach morskich. Ich konstrukcja opierała się na szklanym naczyniu, zawierającym kwas siarkowy. Naczynie to było tak skonstruowane, by w razie potrącenia miny lub wystających z niej czujników, szkło pękało, a zawarty w naczyniu kwas spływał do akumulatora kwasowo-ołowiowego. W chwili, kiedy w akumulatorze pojawił się elektrolit (kwas), na jego zaciskach pojawiało się napięcie elektryczne, które zdolne było do podpalenia ładunku wybuchowego miny. Inne zapalniki chemiczne, również ze szklanym naczyniem z kwasem siarkowym, zawierały także cukier i – jako silny utleniacz – nadchloran potasu. Stłuczenie szkła i zmieszanie tego kwasu z cukrem i utleniaczem powodowało zapłon zdolny do podpalenia głównego ładunku wybuchowego miny.
Inne zapalniki składały się z materiału wybuchowego detonującego właściwy ładunek i prostego mechanizmu zegarowego. Zostały one wyparte przez skuteczniejsze i bardziej bezpieczne w użyciu zapalniki elektryczne detonujące ładunek wybuchowy impulsem elektrycznym.
W nowoczesnych rakietach i pociskach używane są najczęściej skomplikowane detonatory elektroniczne uwzględniające wysokość, prędkość i tor lotu pocisku lub rakiety i detonujące go w odpowiedniej odległości i miejscu od celu.